# No Way Jose
Levis Valenzuela, Jr. (né le 30 mai 1988 à Saint-Domingue en République dominicaine) est un lutteur professionnel (catcheur) dominicain-américain. Il est surtout connu pour avoir travaillé  à la World Wrestling Entertainment, dans la division Raw, sous le nom de No Way Jose.

## Jeunesse
Valenzuela grandit aux États-Unis en Caroline du Nord. Après le lycée, il étudie à l'université de Caroline du Nord à Charlotte et obtient un bachelor en criminologie. Après l'obtention de ce diplôme, il devient professeur d'anglais en Corée du Sud pendant deux ans avant de retourner aux États-Unis.

### Carolina Wrestling Federation Mid-Atlantic (2013-2015)

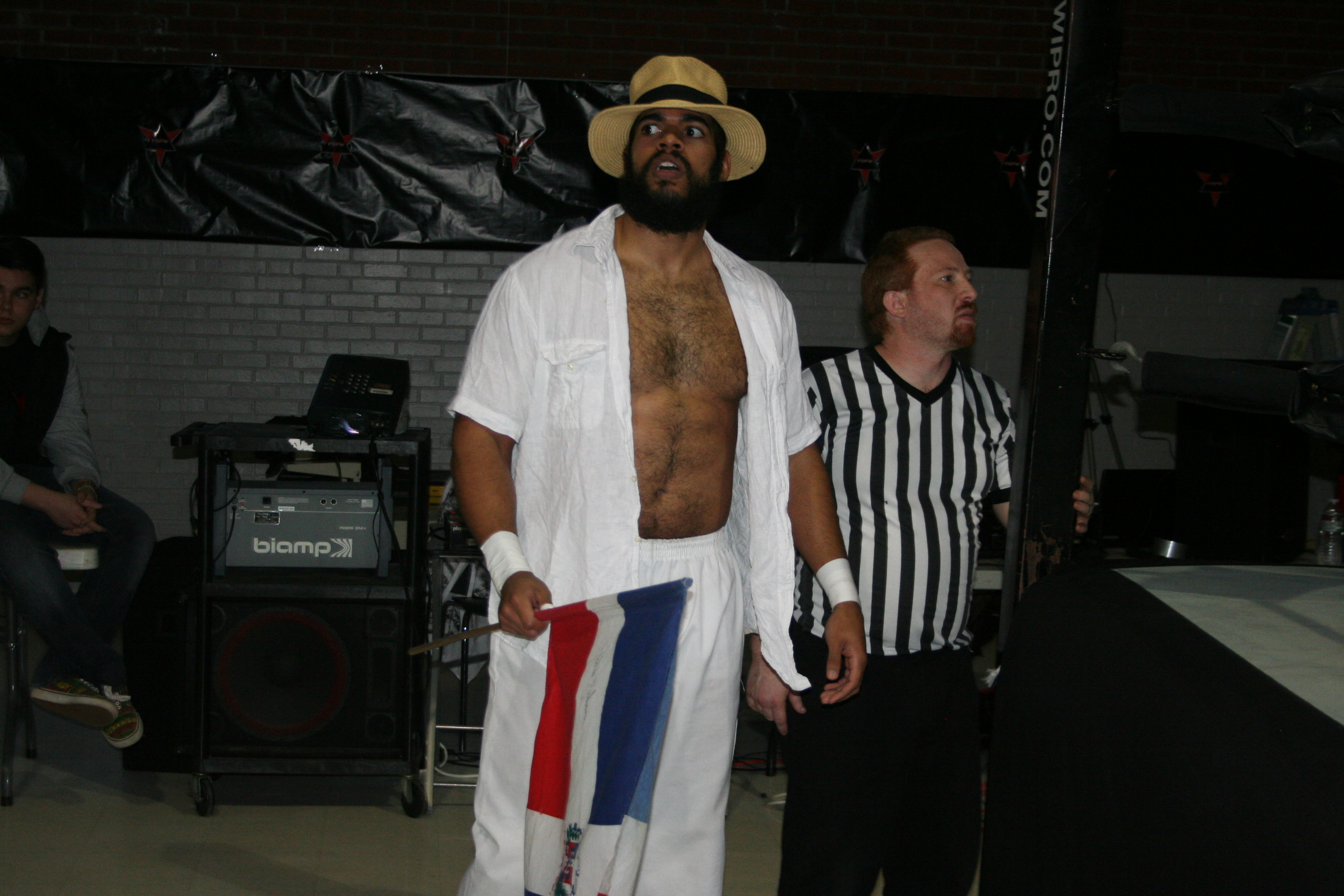
Manny Garcia en 2014.

## Carrière de catcheur

### World Wrestling Entertainment (2015-2020)

#### NXT (2015-2018)
Le 13 avril 2015, la World Wrestling Entertainment (WWE) annonce la signature de Manny Garcia. Il rejoint le WWE Performance Center où il continue son entraînement. 
Il rejoint NXT sous le nom de No Way Jose et apparaît la première fois dans cette émission le 29 juillet où il fait équipe avec Elias Samson, mais ils perdent leur match face à Chad Gable et Jason Jordan. En octobre, la WWE annonce que No Way Jose va faire équipe avec Rich Swann durant le Dusty Rhodes Tag Team Classic (en). Ils battent Drew Gulak et Tony Nese au premier tour le 19 octobre avant de se faire éliminer en quart de finale par The Authors of Pain (Akam et Rezar)  deux semaines plus tard,.
Le 8 avril lors de Wrestlemania Axxess, il perd contre Travis Banks et ne remporte pas le PROGRESS Championship.

#### Rawet départ (2018-2020)
Le 9 avril, il fait officiellement son arrivée dans le roster principal à Raw en battant John Skyler.
Le 15 Avril 2020, la World Wrestling Entertainment annonce son licenciement en raison des restrictions d'effectif dues à la crise de COVID-19 dans le monde[réf. nécessaire].

### Circuit Indépendant (2020-...)
Après sa libération de la WWE, Valenzuela a commencé à prendre des bookings sous le nom de ring Levy Valenz. 
Le 22 août 2020 à la Lariato Pro Wrestling, il gagne avec Doc Gallows contre Air Paris et Aleksandr Koloff.

### Impact Wrestling (2021)
En 17 juillet 2021, il fait ses débuts à Slammiversary en faisant équipe avec Fallah Bahh contre Rich Swann et Willie Mack, Violent By Design et The Good Brothers pour les Impact World Tag Team Championship match remporté par ces derniers.

## Palmarès
- Carolina Wrestling Federation Mid-Atlantic (CWF Mid-Atlantic)
  - 2 fois champion télévision de la CWF Mid-Atlantic[12]

- Fire Star Pro Wrestling (FSPW)
  - 1 fois champion du Sud-Est de la FSPW[13]

## Récompenses des magazines
- Pro Wrestling Illustrated

| Année | 2016 | 2017 | 2018 | 2019 |
| ----- | ---- | ---- | ---- | ---- |
| Rang  | 334  | 330  | 200  | 327  |